# Durio kutejensis
Espèce
Classification phylogénétique
Durio kutejensis  est une espèce de Durians, arbres de la famille des Malvacées. Cette espèce est l'une des 9 connues du genre Durio dont les fruits sont comestibles :
- Durio dulcis
- Durio grandiflorus
- Durio graveolens
- Durio kutejensis
- Durio lowianus
- Durio macrantha
- Durio oxleyanus
- Durio testudinarum
- Durio zibethinus